# And / Fall on Proverb
And / Fall on Proverb es un sencillo de la banda de hardcore punk Unbroken, lanzado en 1994, por el sello Three One G, marcando el inicio de este. Actualmente cuenta con más de treinta prensajes, con portadas y vinilos de distintos colores, sumado a errores ortográficos intencionales.

## Historia
En palabras de Justin Pearson, fundador de Three One G: "Eric [Allen] sugirió que lanzara dos nuevas canciones, que iban a grabar mientras estaban de gira por la costa este. Dijo que podía usar el material para el primer lanzamiento en un sello que debería comenzar, y en broma lo llamó "JP Records"".
Pearson entregó $50 dólares a la banda por la sesión de grabación. Junto a una ayuda financiera sobrante de la universidad comunitaria, llamó a la planta de discos más barata del país: "United Record Pressing". Agregando: "Su vinilo era delgado y valía cada centavo por lo que pude ver. También descubrí cómo estafar con éxito las cubiertas, gracias a algunos de mis amigos skater en Kinkos, que hicieron todo gratis".
Las canciones fueron grabadas por Ken Olden en julio del 1994, y masterizadas en Greg Lee Processing. 
Tanto Allen como Miller, estuvieron fuertemente influenciados por Drive Like Jehu en esta etapa.

## Lista de canciones
Lado A
1. And (2:31)

Lado B
1. Fall On Proverb (3:10)

## En otros lanzamientos
- En 1994 el sello alemán Lost & Found lanzó el bootleg Fall On Proverb, sin autorización de la banda.[9] Incluyó el sencillo, My Time y Razor.[10]
- En 2000, las canciones fueron incluidas en la compilación It's Getting Tougher To Say The Right Things, por Indecision Records.[3]

## Créditos
| Banda - David Claibourne – voces; letra en "Fall On Proverb" - Eric Allen – guitarras; letra y composición en "And" - Steven Miller – guitarras; composición en "Fall On Proverb" - Rob Moran – bajo - Todd Beattie – batería | Personal adicional - Ken Olden – grabación - Atilano Moran – apoyo en tour - Johnne Eschleman – fotografía |